# Sajańsko-Szuszeński Rezerwat Biosfery
Sajańsko-Szuszeński Rezerwat Biosfery (ros. Государственный природный биосферный заповедник «Саяно-Шушенский») – ścisły rezerwat przyrody (zapowiednik) w Kraju Krasnojarskim w Rosji. Znajduje się w rejonach jermakowskim i szuszeńskim. Jego obszar wynosi 3903,66 km², a strefa ochronna 1062 km². Rezerwat został utworzony dekretem rządu Rosyjskiej Federacyjnej Socjalistycznej Republiki Radzieckiej z dnia 17 marca 1976 roku. W 1985 roku otrzymał status rezerwatu biosfery UNESCO. Na północny zachód od niego znajduje się Park Narodowy „Szuszenskij bor”, a na południe Rezerwat Biosfery „Kotlina Uwska”. Dyrekcja rezerwatu znajduje się w miejscowości Szuszenskoje.

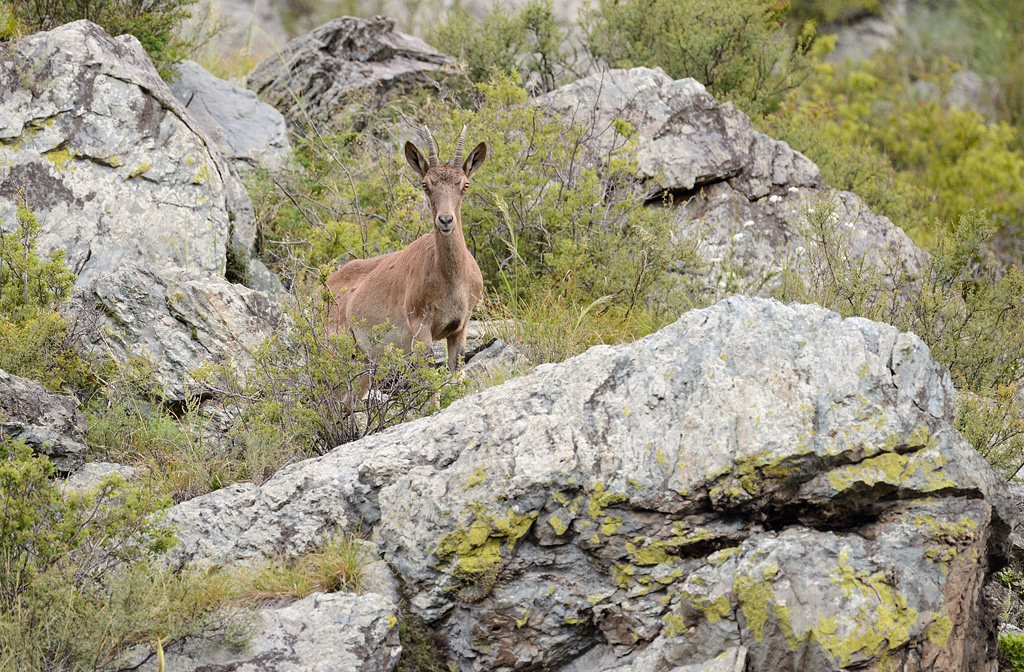
Koziorożec syberyjski

## Opis
Rezerwat obejmuje trudno dostępny fragment łańcucha górskiego Sajan Zachodni. Zajmuje w dużej części Pasmo Sajańskie, północne zbocza leżącego na południe od niego Pasma Chemczikskiego i wschodnią część leżącego na północ od niego Pasma Kantegirskiego. Znajduje się na wysokościach od 400 m n.p.m. do 2735 m n.p.m. Jego wschodnią granicą jest zbiornik Sajańsko-Szuszeńskiej Elektrowni Wodnej na rzece Jenisej. Przez rezerwat przepływa kilkanaście rzek. Są to m.in.: Gołaja, Tałowka, Uzun-Sug, Małyje Ury, Bolszije Ury.

## Flora
Rezerwat położony jest na styku syberyjskiej tajgi ze stepami środkowoazjatyckimi, co wraz z górzystym ukształtowaniem terenu powoduje duże zróżnicowanie szaty roślinnej. Większość terenu rezerwatu zajmuje tajga.
Na stepach rośnie m.in. karagana syberyjska, berberys syberyjski, piołun, aster alpejski, roślina z gatunku Panzerina lanata. Lasostepy tworzą w większości sosna zwyczajna i topola laurolistna. Wyżej, w dolnej części zboczy, rośnie sosna syberyjska i modrzew syberyjski. Powyżej znajduje się pas lasów modrzewiowych, gdzie rośnie m.in. tawuła ożankolistna i różanecznik dahurski. Na południowych zboczach występują lasy jodłowe. Lasy sosnowe (sosna zwyczajna) rosną na wysokości powyżej 1500 metrów. Najwyższa część rezerwatu to łąki subalpejskie i tundra górska.

## Fauna
Fauna rezerwatu liczy ponad 61 gatunków ssaków, 260 gatunków ptaków, 21 gatunków ryb, 6 gatunków gadów i 3 gatunki płazów, 777 gatunków owadów.
Z zagrożonych ssaków żyją tu m.in. irbis śnieżny, manul stepowy, piżmowiec syberyjski, renifer tundrowy, koziorożec syberyjski. Inne ssaki żyjące w rezerwacie to m.in. łasica syberyjska, gronostaj europejski, wydra europejska, borsuk azjatycki. soból tajgowy, niedźwiedź brunatny, rosomak tundrowy, ryś euroazjatycki, wilk szary, łoś euroazjatycki, jeleń szlachetny.
Z ptaków żyją tu m.in.: drozd czarnogardły, drozd rdzawogardły, trznadel białogłowy, sikora brunatna, kapturka, kowalik zwyczajny, głuszec zwyczajny, cietrzew zwyczajny, bocian czarny, puchacz zwyczajny, pustułka stepowa, orzeł przedni, bielik, orlik grubodzioby, orzeł stepowy, rybołów, sokół wędrowny.